# Jeon Kyu-hwan
Jeon Kyu-hwan (en hangul, 전규환), tsʌngyuhwan; nascut el 1965) és un director de cinema i guionista de Corea del Sud. A més de ser la primera pel·lícula coreana a guanyar el Premi Lleó Queer del 2012 a la 69a Mostra Internacional de Cinema de Venècia, Muge (2012) també va guanyar diversos premis en festivals de cinema, com ara Millor director al 16è Festival de Cinema Nits Negres de Tallinn i Premi Paó de Plata al millor director al 43è Festival Internacional de Cinema de l'Índia el 2012.

## Carrera
Jeon va començar la seva carrera en una empresa de gestió de talent com a gerent d'actors com Cho Jae-hyun i Sol Kyung-gu, abans de debutar com a director amb Mozart Town (2008). , seguit de Animal Town (2009) i Dance Town (2010). Aquestes pel·lícules van formar la "trilogia de la ciutat" que va donar llum a les cicatrius que la ciutat deixa a la gent que hi viu i viceversa.
A From Seoul to Varanasi (2011), a experimentar amb el gènere del melodrama i va rodar la pel·lícula a l'Índia després de sentir-se fascinat pel país quan era allà per assistir a un festival de cinema.
Muge (2012), sobre un geperut Morticià i la seva germanastra transgènere, va guanyar el Premi Lleó Queer del 2012, un premi a la "millor pel·lícula amb una persona homosexual i tema de la cultura queer" a la 69a Mostra Internacional de Cinema de Venècia. També és la primera pel·lícula coreana que guanya el premi.

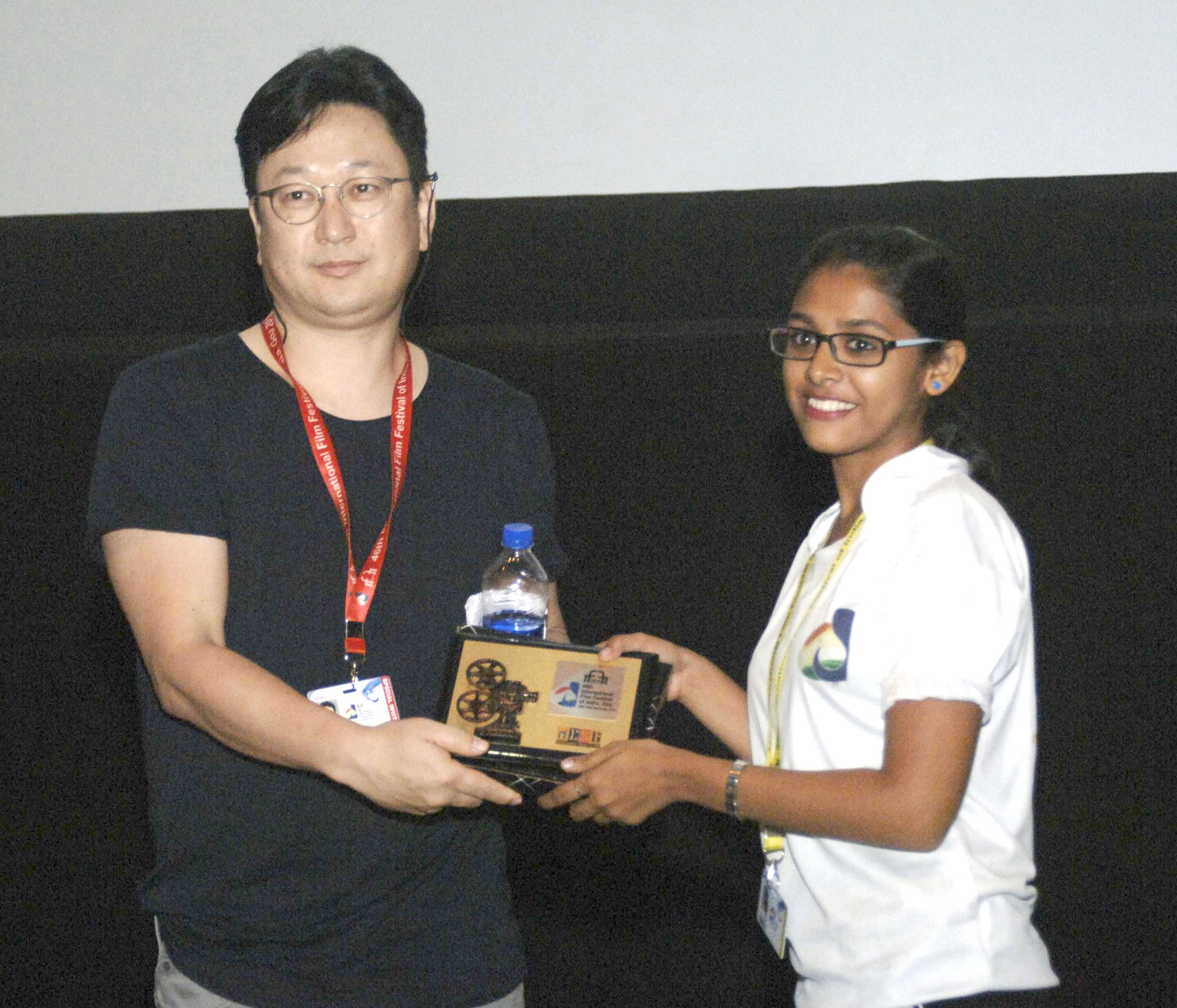
Kyu-hwan felicitat al IFFI (2015)

## Filmografia
- Mozart Town (2008)
- Animal Town (2009)
- Dance Town (2010)
- From Seoul to Varanasi (2011)
- 60 Seconds of Solitude in Year Zero (collection of one-minute shorts created by 60 filmmakers)
- Muge (2012)
- My Boy (2013)[7]
- Angry Painter (2015)
- Supsogui bubu (Una parella a la foresta, 2017)

## Premis
- 2011 Premis de la Crítica de Cinema de Busan: Premi Especial del Jurat (Animal Town)
- 2012 16è Festival de Cinema Nits Negres de Tallinn: Millor director (Muge)[1]
- 2012 43è Festival Internacional de Cinema de l'Índia: Premi Paó de Plata al Millor Director (Muge))[2]